# Un Mundo Al Revés
Un Mundo Al Revés (estilizado como ‎BIA - Un Mundo Al Revés (Original Soundtrack)) é o EP que conta com a tilha sonora do especial de mesmo nome da série argentina BIA, para o Disney+. O álbum foi lançado no dia 12 de fevereiro de 2021 nas principais plataformas de streaming.
Composto por 6 canções originais que estarão presentes no especial da série, ele conta com ritmos variados como o pop, o rock, a balada romântica e o reggaetón. O especial ainda contará com 5 novas versões de músicas já conhecidas pela audiência, mas que não foram incluídas no álbum do mesmo.

## Faixas
| N.º | Título                                                     | Compositor(es)                      | Duração |  |
| 1.  | "Es Un Juego"                                              | Marina Coral Campopiano             | 3:14    |  |
| 2.  | "En Tu Cara" (Isabela Souza e Gabriella Di Grecco)         | Federico Vilas e Mauro Franceschini | 3:12    |  |
| 3.  | "Vale, Vale" (Isabela Souza e Julio Peña)                  | Andrés Alberto Guardado Cortés      | 2:57    |  |
| 4.  | "Dejarlo Todo" (Isabela Souza)                             | Federico Vilas e Mauro Franceschini | 3:41    |  |
| 5.  | "Vengo Desde Lejos" (Gabriella Di Grecco e Fernando Dente) | Marina Coral Campopiano             | 3:11    |  |
| 6.  | "Quiero Bailar"                                            | Marina Coral Campopiano             | 3:13    |  |

## Lyric videos
| Música            | Intérprete(s)                | Lançamento                             |
| ----------------- | ---------------------------- | -------------------------------------- |
| Vale, Vale        | • Julio Peña • Isabela Souza | 31 de dezembro de 2020                 |
| Es Un Juego       | 12 de fevereiro de 2021      |                                        |
| Vengo Desde Lejos | 12 de fevereiro de 2021      | • Gabriella Di Grecco • Fernando Dente |
| En Tu Cara        | 12 de fevereiro de 2021      | • Isabela Souza • Gabriella Di Grecco  |
| Quiero Bailar     | 12 de fevereiro de 2021      |                                        |
| Dejarlo Todo      | 12 de fevereiro de 2021      | • Isabela Souza                        |

## Videoclipes
| Música            | Intérprete(s)                         | Lançamento              |
| ----------------- | ------------------------------------- | ----------------------- |
| Vale, vale        | • Julio Peña • Isabela Souza          | 08 de janeiro de 2021   |
| En tu cara        | • Isabela Souza • Gabriella Di Grecco | 19 de fevereiro de 2021 |
| Es un juego       | 26 de fevereiro de 2021               |                         |
| Dejarlo todo      | • Isabela Souza                       | 19 de março de 2021     |
| Vengo desde lejos | • Gabriella Di Grecco, Fernando Dente | 26 de março de 2021     |
| Quiero bailar     | 26 de março de 2021                   |                         |